# Les Franqueses del Vallès
Les Franqueses del Vallès település Spanyolországban, Barcelona tartományban. Lakosainak száma 20 715 fő (2024).

## Földrajza
Les Franqueses del Vallès Cànoves i Samalús, Cardedeu, La Roca del Vallès, Granollers, Canovelles, L’Ametlla del Vallès és La Garriga községekkel határos.

## Népesség
A település lakosságának változását az alábbi diagram mutatja:
| Lakosok száma | 861  | 1961 | 2118 | 2600 | 9419 | 14 754 | 17 660 | 19 170 | 20 092 | 20 715 |
|               | 1717 | 1887 | 1936 | 1960 | 1986 | 2004   | 2009   | 2014   | 2019   | 2024   |